# Вериганд (граф Фриуля)
Вериганд (нем. Werigand; 970/980 — 1028/1051) — граф Фриуля и Истрии.

## Биография
Вероятно, сын Аццо (Адальберта), который с 965 года был фогтом патриарха Аквилеи Родоальда в Истрии.
В 1001 году император Оттон III пожаловал Вериганду земли между Изонцо и Випавой с титулом графа Фриуля; другую часть графства получил патриарх Иоанн.
Жена — Виллибурга (умерла не ранее 1056), дочь графа Удальриха фон Эберсберга. Дети:
- Хадамут (Ацика), наследница Истрии; муж — граф Поппо I Веймарский
- Луитгарда.

Вериганд последний раз прижизненно упоминается в 1028 году. Ему наследовал зять Поппо I Веймарский.